# 血迹蛙螺
血迹蛙螺（学名：Bursa cruentata），是异足目蛙螺科蛙螺属的一种。主要分布于印度尼西亚、中国大陆、台湾，常栖息在潮下带。